# Quiriguá
Quiriguá és un jaciment arqueològic pertanyent a l'antiga civilització maia, situat al departament d'Izabal, al sud-est de Guatemala. És un jaciment de grandària mitjana, amb una superfície d'aproximadament de 3 km², situat al llarg del curs inferior del riu Motagua, i amb el seu centre cerimonial situat a 1 km de la riba nord del riu. Està inscrit en la llista del Patrimoni de la Humanitat des del 1981.
Durant el període clàssic de la civilització maia (200-900 dC), Quiriguá es troba en la confluència de diverses importants rutes comercials. El lloc va ser ocupat des del 200 dC i la construcció de l'acròpoli va començar al voltant de 550 dC. Un auge de construccions impressionants es va iniciar al segle viii, fins que es va aturar tota activitat de construcció al voltant de 850 dC, a excepció d'un breu període de reocupació en el postclàssic primerenc (c. 900-c. 1200). Quiriguá comparteix el seu estil arquitectònic i escultòric amb la ciutat propera de Copán; la història n'està estretament entrellaçada amb la de Quiriguá.